# Mouretia vietnamensis
Mouretia vietnamensis är en måreväxtart som beskrevs av Christian Tange. Mouretia vietnamensis ingår i släktet Mouretia och familjen måreväxter. Inga underarter finns listade i Catalogue of Life.